# Alison Wyeth
Alison Wyeth (née le 26 mai 1964 à Southampton) est une athlète britannique spécialiste du demi-fond.

## Biographie

### Palmarès
| Date | Compétition                    | Lieu              | Résultat | Épreuve      | Performance    |
| ---- | ------------------------------ | ----------------- | -------- | ------------ | -------------- |
| 1990 | Jeux du Commonwealth           | Auckland          | 11e      | 3 000 m      | 9 min 23 s 12  |
| 1990 | Championnats d'Europe          | Split             | 10e      | 3 000 m      | 8 min 52 s 26  |
| 1991 | Championnats du monde          | Tokyo             | 11e      | 3 000 m      | 8 min 44 s 73  |
| 1992 | Jeux olympiques d'été          | Barcelone         | 9e       | 3 000 m      | 9 min 00 s 23  |
| 1993 | Coupe d'Europe des nations     | Rome              | 3e       | 3 000 m      | 8 min 52 s 98  |
| 1993 | Championnats du monde          | Stuttgart         | 5e       | 3 000 m      | 8 min 38 s 42  |
| 1993 | Finale du Grand Prix IAAF      | Londres           | 3e       | 3 000 m      | 8 min 47 s 96  |
| 1994 | Championnats d'Europe en salle | Paris             | 6e       | 3 000 m      | 9 min 04 s 35  |
| 1994 | Championnats d'Europe          | Helsinki          | 6e       | 3 000 m      | 8 min 45 s 76  |
| 1994 | Jeux du Commonwealth           | Victoria          | 3e       | 3 000 m      | 8 min 47 s 98  |
| 1994 | Finale du Grand Prix IAAF      | Paris             | 3e       | 5 000 m      | 15 min 15 s 45 |
| 1995 | Coupe d'Europe des nations     | Villeneuve-d'Ascq | 2e       | 5 000 mètres | 15 min 19 s 44 |

### Records
| Épreuve      | Performance   | Lieu      | Date         |
| ------------ | ------------- | --------- | ------------ |
| 3 000 mètres | 8 min 38 s 42 | Stuttgart | 16 août 1993 |